# Касаткин, Николай Яковлевич
Николай Яковлевич Каса́ткин  (23 декабря 1924 — 27 марта 1945) — гвардии лейтенант Рабоче-крестьянской Красной Армии, участник Великой Отечественной войны, Герой Советского Союза (1945).

## Биография
Николай Касаткин родился 23 декабря 1924 года в селе Ромоданово (ныне — посёлок в Мордовии). После окончания в 1938 году семи классов школы работал учеником мастера по телеграфу на Казанской железной дороге. В сентябре 1942 года Касаткин был призван на службу в Рабоче-крестьянскую Красную Армию. В 1943 году он окончил Саранское военное пехотное училище. С сентября того же года — на фронтах Великой Отечественной войны. К январю 1945 года гвардии лейтенант Николай Касаткин командовал взводом автоматчиков 65-й гвардейской танковой бригады 9-го гвардейского танкового корпуса 2-й гвардейской танковой армии 1-го Белорусского фронта. Отличился во время освобождения Польши.
В период с 12 по 25 января 1945 года Касаткин действовал в составе танкового десанта в районе Быдгоща. Вместе со своим взводом он захватил переправу и во время боёв за ней уничтожил более 100 немецких солдат и офицеров, 4 автомашины, а также взял в плен 1 офицера и 5 солдат противника.
Указом Президиума Верховного Совета СССР от 24 марта 1945 года гвардии лейтенант Николай Касаткин был удостоен высокого звания Героя Советского Союза. Орден Ленина и Медаль «Золотая Звезда» он получить не успел, так как 27 марта 1945 года скончался от полученных в боях ранений в госпитале. Похоронен на центральной площади города Липяны Западно-Поморского воеводства Польши.
Был также награждён орденами Отечественной войны 2-й степени и Красной Звезды.